# Puntate di I May Destroy You - Trauma e rinascita
Le dodici puntate della miniserie televisiva I May Destroy You - Trauma e rinascita (I May Destroy You) sono state trasmesse sul canale britannico BBC One dall'8 giugno al 14 luglio 2020.
Negli Stati Uniti sono andate in onda dal 7 giugno al 24 agosto 2020 sul canale HBO.
In Italia sono andate in onda su Sky Atlantic dal 20 al 27 settembre 2022.
| n° | Titolo originale                       | Titolo italiano                                   | Prima TV UK    | Prima TV Italia   |
| -- | -------------------------------------- | ------------------------------------------------- | -------------- | ----------------- |
| 1  | Eyes Eyes Eyes Eyes                    | Occhi, occhi, occhi, occhi                        | 8 giugno 2020  | 20 settembre 2022 |
| 2  | Someone Is Lying                       | Qualcuno sta mentendo                             | 9 giugno 2020  | 20 settembre 2022 |
| 3  | Don't Forget the Sea                   | Non scordare il mare                              | 15 giugno 2020 | 20 settembre 2022 |
| 4  | That Was Fun                           | È stato divertente                                | 16 giugno 2020 | 20 settembre 2022 |
| 5  | ...It Just Came Up                     | ...è saltato fuori                                | 22 giugno 2020 | 20 settembre 2022 |
| 6  | The Alliance                           | L'alleanza                                        | 23 giugno 2020 | 20 settembre 2022 |
| 7  | Happy Animals                          | Happy Animals                                     | 29 giugno 2020 | 27 settembre 2022 |
| 8  | Line Spectrum Border                   | La linea di confine sullo spettro                 | 30 giugno 2020 | 27 settembre 2022 |
| 9  | Social Media Is a Great Way to Connect | I social media sono un'ottima via per connettersi | 6 luglio 2020  | 27 settembre 2022 |
| 10 | The Cause the Cure                     | La causa la cura                                  | 7 luglio 2020  | 27 settembre 2022 |
| 11 | Would You Like to Know the Sex?        | Vorresti sapere il sesso?                         | 13 luglio 2020 | 27 settembre 2022 |
| 12 | Ego Death                              | La morte dell'ego                                 | 14 luglio 2020 | 27 settembre 2022 |

## Occhi, occhi, occhi, occhi
- Titolo originale: Eyes Eyes Eyes Eyes
- Diretta da: Sam Miller
- Scritta da: Michaela Coel

### Trama
Reduce dal successo del suo primo romanzo, la scrittrice Arabella si trova ad Ostia, in Italia, città natale di Biagio, un ragazzo che frequenta. Partita per fare ritorno a Londra, si trova in ritardo per la consegna della bozza del suo prossimo libro: pianifica così di passare la notte a lavorare in ufficio in modo da rispettare la scadenza fissata al giorno seguente. Tuttavia, dopo una chiamata da parte dell'amico Simon, decide di incontrarlo insieme al cugino Derae in un locale a Soho. Inizia così una notte all'insegna di droga, alcool e musica. Nonostante si regga a fatica in piedi al termine della serata, Arabella riesce a tornare in ufficio in tempo per completare la bozza, sebbene fosse ancora sotto effetti di droga e alcool. La mattina seguente la presenta, lasciando interdetti e confusi i suoi supervisori. Questi ultimi le fanno notare che ha un taglio in testa. Arabella, che non ricorda come si sia procurata la ferita né come abbia danneggiato lo schermo del proprio cellulare, ha un flashback della notte precedente: un uomo si trova disteso sopra di lei nel bagno del bar, mentre cerca di mantenere la porta chiusa con i piedi.
Ancora frastornata, la ragazza cerca di tornare a casa, ma si sente disorientata a tal punto da non riuscire a ritrovare la strada. Fermata da una fan che le chiede una foto, si fa aiutare per chiamare un taxi, che la riporta nel suo appartamento.
- Durata: 29 minuti
- Ascolti USA: telespettatori 212 000 – rating 18-49 anni 0,05%[4]

## Qualcuno sta mentendo
- Titolo originale: Someone Is Lying
- Diretta da: Sam Miller
- Scritta da: Michaela Coel

### Trama
Arabella, con l'aiuto dell'amica Terry, tenta di ricordare cosa sia successo la notte precedente al bar, dunque si affida a Simon per ricostruire il percorso fatto dal bar all'ufficio dove l'amico conferma di averla riportata. Arabella si insospettisce dal racconto di Simon, il quale pur assicurandola di averla riaccompagnata personalmente non riesce a fornire una risposta convincente al perché la ragazza si fosse ritrovata a prelevare in un bancomat a Camden. Dunque, Arabella decide di confrontarsi prima con Alissa, amante segreta di Simon presente quella sera, che conferma di aver provato lo stesso senso di frastuono dopo aver bevuto dei drink in compagnia di Simon, Derae e altri ragazzi. Convinta di essere stata drogata, Arabella viene accompagnata dall'amico Kwame alla stazione di polizia dove, insieme alle agenti preposte a seguire il suo caso, realizza di essere stata vittima di uno stupro. Nel frattempo, Terry fallisce il provino per una campagna di bellezza femminista.
- Durata: 28 minuti
- Ascolti USA: telespettatori 229 000 – rating 18-49 anni 0,08%[5]

## Non scordare il mare
- Titolo originale: Don't Forget the Sea
- Diretta da: Sam Miller
- Scritta da: Michaela Coel

### Trama
Tre mesi prima, Terry raggiunge Arabella a Ostia. Su suggerimento di una cameriera del posto, Matilda, le due riescono a procurarsi della droga: lo spacciatore in questione è Biagio, futuro fidanzato di Arabella. Quella sera, Arabella e Terry vanno in un locale a divertirsi. Mentre Arabella decide di assumere una quantità eccessiva di droghe e finisce per ignorare Terry, l'amica preferisce lasciare il locale da sola. All'uscita dal locale, Arabella incontra nuovamente Biagio che la riaccompagna a casa. I due tentano ad avere un rapporto sessuale, ma Arabella ha le mestruazioni così Biagio la porta a vedere l'alba in spiaggia. Quella stessa sera, Terry si intrattiene in un altro locale con due ragazzi italiani che si fingono tra di loro sconosciuti e la invitano a ballare e le offrono da bere. Terry finisce per avere un ménage à trois con loro; solo dopo, scopre di essere stata ingannata dai due.
- Durata: 28 minuti
- Ascolti USA: telespettatori 156 000 – rating 18-49 anni 0,06%[6]

## È stato divertente
- Titolo originale: That Was Fun
- Diretta da: Sam Miller e Michaela Coel
- Scritta da: Michaela Coel

### Trama
Arabella si reca da una terapista, che la invita a svolgere attività ricreative con lo scopo di distrarsi dal trauma della violenza sessuale subita. Inoltre, la casa editrice per cui lavora la mette in contatto con il collega Zain per fornirle una mano con la scrittura del libro. I due, tuttavia, finiscono a letto insieme e Zain rimuove il preservativo durante l'amplesso senza che Arabella se ne accorga. Una volta confessato il fatto, accompagna la ragazza ad acquistare la pillola contraccettiva. Frattanto, Kwame viene raggiunto alla fine della lezione di yoga da Damon, un ragazzo afroamericano desideroso di esplorare la propria sessualità. Non potendolo invitare a casa propria a causa della presenza del padre, Kwame organizza un appuntamento a tre a casa di un altro ragazzo gay. A disagio per la situazione, Damon lascia l'abitazione, mentre Kwame e il ragazzo contattato tramite Grindr hanno un rapporto sessuale. Prima di andare via, il ragazzo forza Kwame ad avere un secondo rapporto senza preservativo. Sconvolto, Kwame contatta Arabella per sfogarsi, ma consapevole della situazione in cui si trova l'amica alla fine preferisce non dirle nulla.
- Durata: 29 minuti
- Ascolti USA: telespettatori 98 000 – rating 18-49 anni 0,03%[7]

## ...è saltato fuori
- Titolo originale: ...It Just Came Up
- Diretta da: Sam Miller e Michaela Coel
- Scritta da: Michaela Coel

### Trama
Arabella viene convocata alla stazione di polizia, dove le agenti la informano di aver recuperato tracce di liquido seminale negli indumenti della ragazza indossati la sera in cui ha subito violenza. A questo punto, l'agente propone di effettuare un confronto diretto con il DNA di un potenziale sospettato, che è già stato arrestato per un reato simile ed è in custodia cautelare; poiché occorre escludere tutti i partner consensuali per facilitare la ricerca, Arabella viene invitata a mettersi in contatto con Biagio. Inoltre, Arabella apprende dagli agenti che in Regno Unito la rimozione non consensuale del preservativo è legalmente considerata stupro. In seguito Arabella fa la conoscenza del suo editore capo, una donna nera di nome Susy, che la invita a condividere un'anteprima della sua prossima opera al summit di scrittura previsto per quella sera stessa. Arabella acconsente, ma chiede che sia Terry a leggere al posto suo. Al summit, nel momento in cui Terry avverte l'ansia da palcoscenico, Arabella sale sul palco e approfitta del momento per accusare pubblicamente Zain di stupro. L'evento, ripreso dal cellulare di Terry, ottiene visibilità sui social media. Nel frattempo, Kwame si decide a denunciare alla stazione di polizia l'aggressione subita dal ragazzo incontrato tramite Grindr, ma l'agente tratta con superficialità il caso. Arabella si confronta con Biagio circa lo stupro, ma quest'ultimo incolpa Arabella per non aver controllato il drink con cui è stata drogata.
- Durata: 29 minuti
- Ascolti USA: telespettatori 108 000 – rating 18-49 anni 0,03%[8]

## L'alleanza
- Titolo originale: The Alliance
- Diretta da: Sam Miller e Michaela Coel
- Scritta da: Michaela Coel

### Trama
Arabella decide di frequentare un gruppo di supporto per vittime di violenze sessuali organizzato da una sua ex compagna di scuola, Theo. Ai tempi del liceo, Theo si era fatta notare per aver inscenato una violenza con coltello perpetrata da Ryan, ragazzo afroamericano con cui Theo aveva in realtà avuto un rapporto consensuale e che si era offerto di pagarla per scattarle delle foto. Arabella e Terry utilizzano una di queste foto che Ryan aveva mandato a un loro amico in comune come prova per scagionarlo. Da piccola, Theo è stata costretta dalla madre a mentire circa la natura violenta del suo padre biologico, con lo scopo di far ottenere alla madre la custodia esclusiva dei suoi due figli e potersi risposare con un uomo molto più ricco.
- Durata: 29 minuti
- Ascolti USA: telespettatori 128 000 – rating 18-49 anni 0,05%[9]

## Happy Animals
- Titolo originale: Happy Animals
- Diretta da: Sam Miller e Michaela Coel
- Scritta da: Michaela Coel

### Trama
Arabella, nel tentativo di guadagnare soldi per sopperire alla mancanza di fondi da parte della casa editrice, accetta di sponsorizzare un marchio che vende prodotti vegani per cui Theo lavora. Terry chiede nuovamente a Simon di stare lontano da Arabella, sebbene Simon ricordi a Terry che sia stata lei ad averlo convinto a lasciare Arabella da sola la notte in cui è stata stuprata. Intanto, Arabella organizza a casa propria la festa di compleanno di Terry, durante la quale cerca di far avvicinare Kwame a uno dei presenti, Jamal, chiudendoli a chiave nella sua stanza. Alla festa viene invitata anche Theo, nei confronti della quale Terry mostra diffidenza a causa dei pregiudizi razziali che Theo aveva dimostrato avere da piccola. Infine, Kwame confessa a Terry l'aggressione subita e quest'ultima lo invita a parlarne anche con Arabella.
- Durata: 29 minuti
- Ascolti USA: telespettatori 102 000 – rating 18-49 anni 0,03%[10]

## La linea di confine sullo spettro
- Titolo originale: Line Spectrum Border
- Diretta da: Sam Miller e Michaela Coel
- Scritta da: Michaela Coel

### Trama
Arabella viene convocata in stazione di polizia, dove le agenti le comunicano che, non avendo trovato alcuna corrispondenza con il DNA di alcun sospettato, il caso è stato archiviato. Nonostante il parere contrario di Terry, Arabella decide di prendere un volo per l'Italia e incontrare Biagio. Arabella si introduce nell'abitazione di Biagio prima che questo torni a casa. Al suo arrivo, l'uomo risulta sorpreso dalla visita dell'ex ragazza e approfitta del fatto che Arabella vada di sotto a prendere una pizza per scacciarla di casa. Nel momento in cui la donna lo insulta in malo modo da dietro il portone, Biagio la minaccia di andarsene con una pistola. Rimasta al verde e senza possibilità di effettuare chiamate internazionali, Arabella si reca nella spiaggia dove Biagio era solito portarla e livi passa la notte, prima di tuffarsi in mare all'alba. Intanto, deciso a dare un taglio con gli uomini, Kwame ha il suo primo rapporto sessuale con una ragazza, Nilufer. L'appuntamento si conclude malamente nel momento in cui il ragazzo confessa a Nilufer di essere gay. Lasciato l'appartamento di Nilufer, Kwame raggiunge un ragazzo contattato su Grindr.
- Durata: 29 minuti
- Ascolti USA: telespettatori 87 000 – rating 18-49 anni 0,03%[11]

## I social media sono un'ottima via per connettersi
- Titolo originale: Social Media Is a Great Way to Connect
- Diretta da: Sam Miller e Michaela Coel
- Scritta da: Michaela Coel

### Trama
Durante il giorno di Halloween, Arabella si fa eccessivamente distrarre dal suo impegno sulla rete sociale arrivando ad ignorare quelli che sono i sentimenti dei propri migliori amici, in particolare quando Kwame si confida con Arabella e Terry circa la discussione avuta con Nilufer. Una volta raggiunta la sua psicologa per una seduta d'emergenza, decide di prendersi una pausa dai social media e recuperare gli oggetti che evocano specifici ricordi messi da parte negli anni sotto al proprio letto, inclusi gli indumenti indossati la notte dello stupro e l'occorrente utilizzato per un aborto farmacologico a cui non ricordava di essersi sottoposto. Dopo essersi chiarita con Terry e Kwame, decide di affrontare a viso aperto il trauma subito e si reca per la prima volta dopo la violenza presso il bar Ego Death nel tentativo di identificare il proprio aggressore.
- Durata: 29 minuti
- Ascolti USA: telespettatori 88 000 – rating 18-49 anni 0,03%[12]

## La causa la cura
- Titolo originale: The Cause the Cure
- Diretta da: Sam Miller e Michaela Coel
- Scritta da: Michaela Coel

### Trama
Arabella incontra Simon per restituirgli la giacca: dopo aver fatto chiarezza sulla loro amicizia, il ragazzo si fa sfuggire di aver seguito il consiglio di Terry di lasciare Arabella all'ufficio la sera dello stupro. Subito dopo, Arabella si reca nella casa di famiglia per festeggiare il compleanno della madre, insieme a suo fratello minore e al padre. La giovinezza della ragazza è stata caratterizzata dall'assenza del padre, che ha vissuto in una casa diversa dalla loro e in compagnia di un'altra donna. Durante la cena, Arabella si allontana temporaneamente dal tavolo nel momento in cui il padre le fa notare di essere stato derubato in passato per colpa della sua disattenzione. Dunque, viene raggiunta nella sua stanza da letto dalla madre, a cui confessa di aver subito la violenza. Liberatasi di questo peso, la ragazza riprende la cena come nulla fosse e dà un abbraccio al padre; la stessa sera incontra Terry al bar, a cui conferma di aver visto Simon, e la conforta dicendole di essere una buona amica. Intanto, Kwame si dà nuovamente al sesso occasionale finché incontra Tyrone, un ragazzo interessato ad approfondire la loro conoscenza prima di aver un rapporto fisico. 
- Durata: 29 minuti
- Ascolti USA: telespettatori 115 000 – rating 18-49 anni 0,06%[13]

## Vorresti sapere il sesso?
- Titolo originale: Would You Like to Know the Sex?
- Diretta da: Sam Miller e Michaela Coel
- Scritta da: Michaela Coel

### Trama
Arabella finisce di leggere il romanzo di Della, autrice emergente appartenente alla sua stessa casa editrice. Così, decide di incontrare Susy per chiederle se fosse possibile fissare un incontro tra le due, richiesta che Susy respinge seccamente. Dopodiché, la casa editrice rescinde l'accordo con Arabella per inadempienza contrattuale da parte di quest'ultima, che è chiamata anche a restituire il compenso che le era stato garantito da contratto. Abbandonata anche dai propri agenti, Arabella riceve un messaggio anonimo da Della che accetta di incontrarla. Tuttavia, Arabella scopre che Della è in realtà lo pseudonimo utilizzato da Zain per volere di Susy, per evitare ripercussioni sulla vendita del libro in seguito alle accuse mosse da Arabella. Nonostante un'iniziale esitazione, Arabella accetta l'aiuto offerto da Zain per la scrittura del libro. Nuovamente ispirata, Arabella riorganizza le idee per il suo libro. Nel frattempo, Kwame continua a frequentare Tyrone e incontra Nilufer per scusarsi del suo comportamento, dal quale la ragazza risulta ancora molto infastidita; Terry, che ottiene un lavoro come attrice, esce con un uomo trans di nome Kai. Una sera, mentre si trova all'Ego Death, Arabella riconosce il volto del suo stupratore, un uomo bianco che la sera dell'aggressione si era unito a bere insieme a lei, Simon e al loro gruppo. A quel punto, i ricordi di quella notte riaffiorano vividamente nella mente di Arabella.
- Durata: 29 minuti
- Ascolti USA: telespettatori 88 000 – rating 18-49 anni 0,04%[14]

## La morte dell'ego
- Titolo originale: Ego Death
- Diretta da: Sam Miller e Michaela Coel
- Scritta da: Michaela Coel

### Trama
Nel momento in cui identifica il suo aggressore, Arabella immagina tre diversi scenari: nel primo, Arabella elabora e porta a termine un piano per vendicarsi dell'uomo, che consiste nell'attiralo nei bagni del locale e drogarlo per poi pestarlo a sangue nel marciapiede; nel secondo, è Terry a progettare un piano che prevede l'incarcerazione dell'uomo, sebbene Arabella avesse stabilito un legame di empatia con lui per via della sua storia di abusi che lo ha portato ad essere lui stesso uno stupratore; nell'ultimo, Arabella finisce per sedurre l'uomo e avere un rapporto sessuale con lui, in cui è Arabella ad assumere un approccio dominante e virile nei suoi confronti.
Nella realtà, l'incontro ravvicinato non è mai avvenuto: quella sera, Arabella rinuncia all'idea di rintracciare il suo aggressore e, liberatasi del peso di un evento su cui non può esercitare il controllo, decide di passare la serata in compagnia del suo coinquilino Ben. Inoltre, ritrovata la forza di rimettersi a scrivere, pubblica il proprio romanzo in modo indipendente e lo presenta a un evento promozionale presieduto da Sion, l'assistente di Susy.
- Durata: 35 minuti
- Ascolti USA: telespettatori 121 000 – rating 18-49 anni 0,05%[15]